# 五峰镇 (互助土族自治县)
五峰镇，是中华人民共和国青海省海东市互助土族自治县下辖的一个乡镇级行政单位。

## 行政区划
五峰镇下辖以下地区：
五峰镇社区、上庄村、北沟村、苍家村、海子村、后头沟村、纳家村、平峰村、七塔儿村、上马村、下马一村、下马二村、石湾村、新庄村、兴隆村、支高村、转咀村、白多峨村和陈家台村。